# 133 км (зупинний пункт, Південна залізниця)
133 кіломе́тр — залізничний пасажирський зупинний пункт Харківської дирекції Південної залізниці.
Розташований неподалік між селами Сугарівське та Новоолександрівка, Сахновщинський район, Харківської області на лінії Красноград — Лозова між станціями Орілька (19 км) та Сахновщина (4 км).
Станом на травень 2019 року щодоби п'ять пар приміських електропоїздів здійснюють перевезення за маршрутом Полтава-Південна — Лозова.